# Jana Jegorjan
Jana Karapetovna Jegorjan (russisk: Яна Карапетовна Егорян, armensk: Յանա Կարապետի Եգորյան; født 20. december 1993) er en russisk fægter. 
Hun vandt to guldmedaljer ved Sommer-OL 2016 i sabelfægtning..